# U-Bahn-Linie U7 (Berlin)
| |                                             |                                                  |                                                  |
| Streckenlänge: | 31,8 km                                     |                                                  |                                                  |
| Spurweite: | 1435 mm (Normalspur)                        |                                                  |                                                  |
| Stromsystem: | untenbestrichene Seitenstromschiene 750 V = |                                                  |                                                  |
| |                                             |                                                  |                                                  |
| \| \| 88,6 \| Kehranlage Spandau \| Kehranlage Spandau \| \| \| \| \| \| \| \| 89,2 \| Rathaus Spandau \| Rathaus Spandau \| \| \| \| \| \| \| \| 90,0 \| Altstadt Spandau \| Altstadt Spandau \| \| \| 90,8 \| Zitadelle \| Zitadelle \| \| \| 91,9 \| Haselhorst \| Haselhorst \| \| \| 92,9 \| Paulsternstraße \| Paulsternstraße \| \| \| 93,9 \| Rohrdamm \| Rohrdamm \| \| \| 94,6 \| Siemensdamm \| Siemensdamm \| \| \| 95,5 \| Halemweg \| Halemweg \| \| \| 96,0 \| Jakob-Kaiser-Platz \| Jakob-Kaiser-Platz \| \| \| 96,9 \| Jungfernheide \| Jungfernheide \| \| \| 97,5 \| Mierendorffplatz \| Mierendorffplatz \| \| \| \| zur Strecke A (U2) \| \| \| \| 98,6 \| Richard-Wagner-Platz \| Richard-Wagner-Platz \| \| \| 99,2 \| Bismarckstraße \| Bismarckstraße \| \| \| \| \| \| \| \| 99,8 \| Wilmersdorfer Straße ( S-Bahnhof Charlottenburg) \| Wilmersdorfer Straße ( S-Bahnhof Charlottenburg) \| \| \| \| \| \| \| \| 100,5 \| Adenauerplatz \| Adenauerplatz \| \| \| 101,1 \| Konstanzer Straße \| Konstanzer Straße \| \| \| 101,7 \| Fehrbelliner Platz \| Fehrbelliner Platz \| \| \| 102,4 \| Blissestraße \| Blissestraße \| \| \| \| zur Strecke G (U9) \| \| \| \| 103,0 \| Berliner Straße \| Berliner Straße \| \| \| 103,8 \| Bayerischer Platz \| Bayerischer Platz \| \| \| 104,4 \| Eisenacher Straße \| Eisenacher Straße \| \| \| 105,0 \| Kleistpark \| Kleistpark \| \| \| 105,9 \| Yorckstraße \| Yorckstraße \| \| \| 107,0 \| Möckernbrücke \| Möckernbrücke \| \| \| \| zur Strecke C (U6) \| \| \| \| 107,8 \| Mehringdamm \| Mehringdamm \| \| \| \| von Strecke C (U6) \| \| \| \| 108,5 \| Gneisenaustraße \| Gneisenaustraße \| \| \| 109,4 \| Südstern \| Südstern \| \| \| \| zur Strecke D (U8) \| \| \| \| 110,5 \| Hermannplatz \| Hermannplatz \| \| \| 111,4 \| Rathaus Neukölln \| Rathaus Neukölln \| \| \| 112,1 \| Karl-Marx-Straße \| Karl-Marx-Straße \| \| \| \| \| \| \| \| 113,0 \| Neukölln \| Neukölln \| \| \| \| \| \| \| \| 113,7 \| Grenzallee \| Grenzallee \| \| \| 114,9 \| Blaschkoallee \| Blaschkoallee \| \| \| 115,8 \| Parchimer Allee \| Parchimer Allee \| \| \| 116,6 \| Britz-Süd \| Britz-Süd \| \| \| \| zur Betriebswerkstatt Britz \| \| \| \| 117,6 \| Johannisthaler Chaussee \| Johannisthaler Chaussee \| \| \| 118,4 \| Lipschitzallee \| Lipschitzallee \| \| \| 119,3 \| Wutzkyallee \| Wutzkyallee \| \| \| 119,9 \| Zwickauer Damm \| Zwickauer Damm \| \| \| 121,0 \| Rudow \| Rudow \| \| \| 121,4 \| Kehranlage Rudow \| Kehranlage Rudow \| |                                             |                                                  |                                                  |
| | 88,6                                        | Kehranlage Spandau                               | Kehranlage Spandau                               |
| |                                             |                                                  |                                                  |
| U-Bahn-Bahnhof (im Tunnel) | 89,2                                        | Rathaus Spandau                                  | Rathaus Spandau                                  |
| |                                             |                                                  |                                                  |
| U-Bahn-Haltepunkt / Haltestelle (im Tunnel) | 90,0                                        | Altstadt Spandau                                 | Altstadt Spandau                                 |
| U-Bahn-Haltepunkt / Haltestelle (im Tunnel) | 90,8                                        | Zitadelle                                        | Zitadelle                                        |
| U-Bahn-Haltepunkt / Haltestelle (im Tunnel) | 91,9                                        | Haselhorst                                       | Haselhorst                                       |
| U-Bahn-Haltepunkt / Haltestelle (im Tunnel) | 92,9                                        | Paulsternstraße                                  | Paulsternstraße                                  |
| U-Bahn-Bahnhof (im Tunnel) | 93,9                                        | Rohrdamm                                         | Rohrdamm                                         |
| U-Bahn-Haltepunkt / Haltestelle (im Tunnel) | 94,6                                        | Siemensdamm                                      | Siemensdamm                                      |
| U-Bahn-Haltepunkt / Haltestelle (im Tunnel) | 95,5                                        | Halemweg                                         | Halemweg                                         |
| U-Bahn-Bahnhof (im Tunnel) | 96,0                                        | Jakob-Kaiser-Platz                               | Jakob-Kaiser-Platz                               |
| U-Bahn-Haltepunkt / Haltestelle (im Tunnel) | 96,9                                        | Jungfernheide                                    | Jungfernheide                                    |
| U-Bahn-Haltepunkt / Haltestelle (im Tunnel) | 97,5                                        | Mierendorffplatz                                 | Mierendorffplatz                                 |
| U-Bahn-Abzweig geradeaus und nach links (im Tunnel) |                                             | zur Strecke A (U2)                               | zur Strecke A (U2)                               |
| U-Bahn-Bahnhof (im Tunnel) | 98,6                                        | Richard-Wagner-Platz                             | Richard-Wagner-Platz                             |
| U-Bahn-Haltepunkt / Haltestelle (im Tunnel) | 99,2                                        | Bismarckstraße                                   | Bismarckstraße                                   |
| |                                             |                                                  |                                                  |
| U-Bahn-Haltepunkt / Haltestelle (im Tunnel) | 99,8                                        | Wilmersdorfer Straße ( S-Bahnhof Charlottenburg) | Wilmersdorfer Straße ( S-Bahnhof Charlottenburg) |
| |                                             |                                                  |                                                  |
| U-Bahn-Haltepunkt / Haltestelle (im Tunnel) | 100,5                                       | Adenauerplatz                                    | Adenauerplatz                                    |
| U-Bahn-Haltepunkt / Haltestelle (im Tunnel) | 101,1                                       | Konstanzer Straße                                | Konstanzer Straße                                |
| U-Bahn-Bahnhof (im Tunnel) | 101,7                                       | Fehrbelliner Platz                               | Fehrbelliner Platz                               |
| U-Bahn-Haltepunkt / Haltestelle (im Tunnel) | 102,4                                       | Blissestraße                                     | Blissestraße                                     |
| U-Bahn-Abzweig geradeaus und nach links (im Tunnel) |                                             | zur Strecke G (U9)                               | zur Strecke G (U9)                               |
| U-Bahn-Bahnhof (im Tunnel) | 103,0                                       | Berliner Straße                                  | Berliner Straße                                  |
| U-Bahn-Haltepunkt / Haltestelle (im Tunnel) | 103,8                                       | Bayerischer Platz                                | Bayerischer Platz                                |
| U-Bahn-Haltepunkt / Haltestelle (im Tunnel) | 104,4                                       | Eisenacher Straße                                | Eisenacher Straße                                |
| U-Bahn-Haltepunkt / Haltestelle (im Tunnel) | 105,0                                       | Kleistpark                                       | Kleistpark                                       |
| U-Bahn-Haltepunkt / Haltestelle (im Tunnel) | 105,9                                       | Yorckstraße                                      | Yorckstraße                                      |
| U-Bahn-Bahnhof (im Tunnel) | 107,0                                       | Möckernbrücke                                    | Möckernbrücke                                    |
| U-Bahn-Abzweig geradeaus und von links (im Tunnel) |                                             | zur Strecke C (U6)                               | zur Strecke C (U6)                               |
| U-Bahn-Bahnhof (im Tunnel) | 107,8                                       | Mehringdamm                                      | Mehringdamm                                      |
| U-Bahn-Abzweig geradeaus und nach rechts (im Tunnel) |                                             | von Strecke C (U6)                               | von Strecke C (U6)                               |
| U-Bahn-Haltepunkt / Haltestelle (im Tunnel) | 108,5                                       | Gneisenaustraße                                  | Gneisenaustraße                                  |
| U-Bahn-Haltepunkt / Haltestelle (im Tunnel) | 109,4                                       | Südstern                                         | Südstern                                         |
| U-Bahn-Abzweig geradeaus und nach links (im Tunnel) |                                             | zur Strecke D (U8)                               | zur Strecke D (U8)                               |
| U-Bahn-Bahnhof (im Tunnel) | 110,5                                       | Hermannplatz                                     | Hermannplatz                                     |
| U-Bahn-Haltepunkt / Haltestelle (im Tunnel) | 111,4                                       | Rathaus Neukölln                                 | Rathaus Neukölln                                 |
| U-Bahn-Haltepunkt / Haltestelle (im Tunnel) | 112,1                                       | Karl-Marx-Straße                                 | Karl-Marx-Straße                                 |
| |                                             |                                                  |                                                  |
| U-Bahn-Haltepunkt / Haltestelle (im Tunnel) | 113,0                                       | Neukölln                                         | Neukölln                                         |
| |                                             |                                                  |                                                  |
| U-Bahn-Bahnhof (im Tunnel) | 113,7                                       | Grenzallee                                       | Grenzallee                                       |
| U-Bahn-Haltepunkt / Haltestelle (im Tunnel) | 114,9                                       | Blaschkoallee                                    | Blaschkoallee                                    |
| U-Bahn-Haltepunkt / Haltestelle (im Tunnel) | 115,8                                       | Parchimer Allee                                  | Parchimer Allee                                  |
| U-Bahn-Bahnhof (im Tunnel) | 116,6                                       | Britz-Süd                                        | Britz-Süd                                        |
| U-Bahn-Abzweig geradeaus und nach rechts (im Tunnel) |                                             | zur Betriebswerkstatt Britz                      | zur Betriebswerkstatt Britz                      |
| U-Bahn-Haltepunkt / Haltestelle (im Tunnel) | 117,6                                       | Johannisthaler Chaussee                          | Johannisthaler Chaussee                          |
| U-Bahn-Haltepunkt / Haltestelle (im Tunnel) | 118,4                                       | Lipschitzallee                                   | Lipschitzallee                                   |
| U-Bahn-Haltepunkt / Haltestelle (im Tunnel) | 119,3                                       | Wutzkyallee                                      | Wutzkyallee                                      |
| U-Bahn-Haltepunkt / Haltestelle (im Tunnel) | 119,9                                       | Zwickauer Damm                                   | Zwickauer Damm                                   |
| U-Bahn-Bahnhof (im Tunnel) | 121,0                                       | Rudow                                            | Rudow                                            |
| | 121,4                                       | Kehranlage Rudow                                 | Kehranlage Rudow                                 |

Die Linie U7 der Berliner U-Bahn hat 40 Stationen und ist mit 31,8 km die längste Berliner U-Bahn-Linie und die längste unterirdisch verlaufende U-Bahn-Linie Deutschlands. Sie verläuft zwischen Spandau und Rudow.
Die Linie U7 war ursprünglich die Zweiglinie CI – zwischen Mehringdamm und Grenzallee – der heutigen Linie U6, damals Linie C bzw. CII. 1966 wurde die Linie von der U6 abgetrennt und in den folgenden Jahren immer weiter verlängert. Heute ist die Linie U7 nach Streckenlänge, Anzahl der Bahnhöfe und der Fahrzeit von 56 Minuten die längste U-Bahn-Linie der Stadt. Sie verläuft vollständig unterirdisch, und hielt von 1984 bis 1988 den Rekord als längster Tunnel der Welt.

## Linienfarbe und Bezeichnungen

Die Nord-Süd-Linie mit Namen und Strecke von 1930 (heute: Linien U6/U7)

Vor 1966, als Teile der U7 noch mit der heutigen U6 verbunden waren, wurden beide Linien in Violett auf dem U-Bahn-Linien-Netzplan dargestellt. Es gab schon früher Planungen für die U7, damals vergab man ihr den Buchstaben ‚H‘. Nachdem die Linien voneinander getrennt worden waren und das Liniensystem auf Ziffern umgestellt wurde, wurde die Strecke fortan als ‚Linie 7‘ bezeichnet und war grau eingezeichnet. Nach 1978 wurde dies in ein helles Blau (RAL-Farbe 5012) geändert, da diese Farbe besser auf den Plänen zu erkennen war. Seit 1984, als die S-Bahn-Strecken zusätzlich in das West-Berliner Verkehrskonzept aufgenommen wurden, haben die U-Bahn-Linien-Bezeichnungen ein ‚U‘ vorangestellt bekommen; die Linie heißt seitdem ‚U7‘.

## Verlauf
Die Strecke der U7 beginnt im Rudower Ortszentrum, an der Kreuzung von Groß-Ziethener Chaussee und Waßmannsdorfer Chaussee („Rudower Spinne“). Darauf verläuft sie nordwestlich an der Straße Alt-Rudow entlang, bis sie in einer weiten Kurve nach Westen schwenkt. Da in der Gropiusstadt Siedlungs- und U-Bahn-Bau kombiniert geplant wurden, folgt die U7 hier keinen Straßen, sondern bildet einen Grünzug durch die Siedlung. Sie verläuft südlich der Fritz-Erler-Allee und kreuzt dabei die Lipschitzallee und die Johannisthaler Chaussee. Ab dem Bahnhof Britz-Süd folgt die Trasse der Fritz-Reuter-Allee bis zur Blaschkoallee. Nördlich davon schwenkt die U7 auf die Buschkrugallee. Dieser folgt sie unter der Stadtautobahn A 100 hindurch. Weiter nördlich verläuft die Strecke – mit der ersten Unterquerung der Ringbahn – unter der Karl-Marx-Straße, die hinter dem Hermannplatz Hasenheide heißt und als Fortsetzung Südstern und Gneisenaustraße. An der Kreuzung Gneisenaustraße/Mehringdamm folgt eine sehr scharfe Rechtskurve, denn hier schwenkt die Linie auf den Mehringdamm – Umsteigebahnhof zur Linie U6 mit parallelen Richtungsbahnsteigen. Gleich darauf folgt eine fast ebenso enge Linkskurve unter das Tempelhofer Ufer. Westlich des U-Bahnhofs Möckernbrücke – mit Umsteigemöglichkeit zur Kleinprofil-Hochbahnlinie U1 – unterquert die Strecke in zwei großen S-Kurven das Gelände des ehemaligen Anhalter Güterbahnhofs, wo sich heute das Deutsche Technikmuseum Berlin befindet, unterquert die Yorckstraße und im Schildvortrieb den S-Bahnhof Yorckstraße (Großgörschenstraße) und folgt nun dem Willmanndamm und der sich anschließenden Grunewaldstraße. Ab dem Bayerischen Platz heißt diese dann Berliner Straße. Dieser folgt sie bis zur Kreuzung mit der Blissestraße, hier schwenkt die U7 auf die Brandenburgische Straße. Am Adenauerplatz beschreibt die Strecke eine Kurve zur Wilmersdorfer Straße. Dieser folgt sie bis nördlich der Bismarckstraße. Darauf macht die U7 einen weiteren – auch im Schildvortrieb gebauten – Schwenk zur Richard-Wagner-Straße. Diese heißt ab dem Richard-Wagner-Platz Wintersteinstraße und ab der Spreeunterquerung Sömmeringstraße. Hinter dem Mierendorffplatz unterquert die U7 eine kleine Anzahl von Straßen, anschließend zum zweiten Mal die Ringbahn sowie den Westhafenkanal. Darauf macht die U7 eine sehr große Kurve in Richtung Westen und folgt dem Siemensdamm und der späteren Nonnendammallee. Nun führt die Strecke südlich der Zitadelle Spandau vorbei unter der Straße Am Juliusturm. Danach unterfährt sie die Spandauer Altstadt und endet am Spandauer Rathaus.
Die Linie U7 fährt durch fünf Bezirke und zwölf Berliner Ortsteile: Rudow, Gropiusstadt, Britz, Neukölln, Kreuzberg, Schöneberg, Wilmersdorf, Charlottenburg, Charlottenburg-Nord, Siemensstadt, Haselhorst und Spandau.

## Geschichte

### In kleinen Etappen zum Zweig der Nord-Süd-U-Bahn
Werner von Siemens hatte Pläne für eine Strecke unter der Nobelstraße. Um 1901 hatte die Stadt Berlin ebenfalls Pläne für eine Untergrundbahn unter der Friedrichstraße von Nord nach Süd. Deshalb verweigerte Berlin Siemens die Zustimmung für eine Nord-Süd-Linie. Man war damals der Ansicht, der Verkehrsbetrieb müsste in kommunaler Hand sein. So kam es, dass Berlin selbst die U-Bahn baute. Die Bauarbeiten für die Nord-Süd-Linie von Wedding bis Tempelhof mit Abzweig nach Neukölln wurden durch den Ersten Weltkrieg erschwert. Schließlich kamen sie ganz zum Stillstand.
Im Jahr 1919 begannen die Bauarbeiten wieder, 1921 in der Zeit der beginnenden Inflation wurde aber erwogen, die bereits fertiggestellten Tunnel zuzuschütten. Die Bauarbeiten wurden dann doch fortgesetzt und am 30. Januar 1923, noch während der Inflation, wurde der erste Tunnelabschnitt zwischen Hallesches Tor und Stettiner Bahnhof (heute: Naturkundemuseum) eröffnet. Ein weiteres Stück U-Bahn wurde am 8. März zwischen Stettiner Bahnhof und Seestraße in Betrieb genommen. Am Bahnhof Seestraße wurde eine Betriebswerkstatt errichtet.
Der Abzweigungsbahnhof Belle-Alliance-Straße (heute: Mehringdamm) wurde als dreigleisige Station mit einem Mittel- und einem Seitenbahnsteig in Betrieb genommen. Auf dem westlichen Seitenbahnsteig fuhren die Linien CI und CII in Richtung Neukölln bzw. Tempelhof. Auf dem östlichen Mittelbahnsteig hielten die Züge in Richtung Tegel, deren Strecken sich nördlich der Bahnhofsanlage verbanden. Diese Struktur bestand bis zum Neubau des Bahnhofs 1962.
Zuerst baute man den Streckenast nach Neukölln, womit die Geschichte der heutigen U7 beginnt. Die Zweigstrecke verläuft heute direkt unter der Gneisenaustraße und in Fortführung unter der Hasenheide und der darauf folgenden Karl-Marx-Straße.

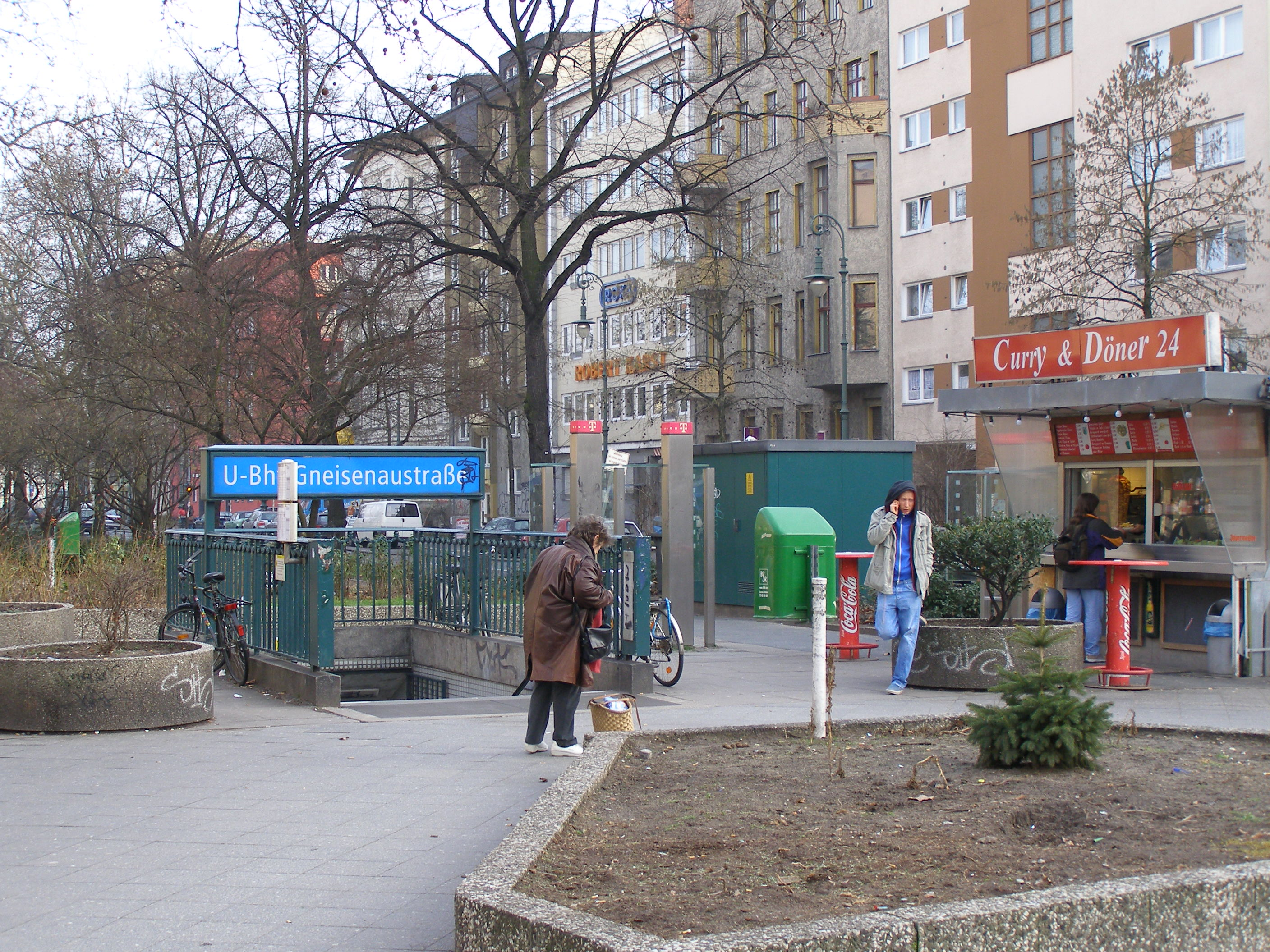
U-Bahnhof Gneisenaustraße, Eingang

Hierbei wurde zunächst der Abschnitt zwischen der Station Hallesches Tor – noch auf der Nord-Süd-Stammstrecke – und dem von Alfred Grenander gestalteten Bahnhof Gneisenaustraße gebaut, der nach dem preußischen Generalfeldmarschall August Neidhardt von Gneisenau benannt ist. Planungsnamen gab es für den Bahnhof mehrere, im Gespräch waren unter anderem Schleiermacherstraße und Mittenwalder Straße, kleinere Nebenstraßen der großen Hauptachse Gneisenaustraße. Das waren nur 756 m Neubaustrecke. Wegen der damaligen Folgen der Hyperinflation von 1920 bis 1923 betrieb die Stadt Berlin nur den Bau von kleinen, dafür aber in kurzen Abständen eröffneten Streckenstücken. An der heutigen Kreuzung Mehringdamm/Gneisenaustraße wurde eine sehr scharfe Linkskurve mit einem Radius von nur 100 m bei einer Steigung von 1:33 gebaut. Diese Kurve gehört noch heute zu den schwierigsten im gesamten Berliner U-Bahn-Netz. Der Abschnitt ging am 19. April 1924 in Betrieb. Die Verlängerung zum Bahnhof Hasenheide (heute: Südstern), nicht weit entfernt vom gleichnamigen Park, folgte noch im selben Jahr am 14. Dezember 1924. Damals lagen die Ausgänge jeweils an den Enden der Bahnsteige, heute sind sie in einem kleinen Eingangsgebäude in der Mitte des Bahnsteigs zusammengefasst.
Da sich die Finanzsituation Deutschlands und auch Berlins verbesserte, wurde der U-Bahn-Bau mit allen zur Verfügung stehenden Mitteln forciert. So wurden im Zeitraum zwischen 1926 und 1929 neun Neubaustrecken eingeweiht. Dies betraf auch den Neuköllner Zweig der Nord-Süd-U-Bahn.

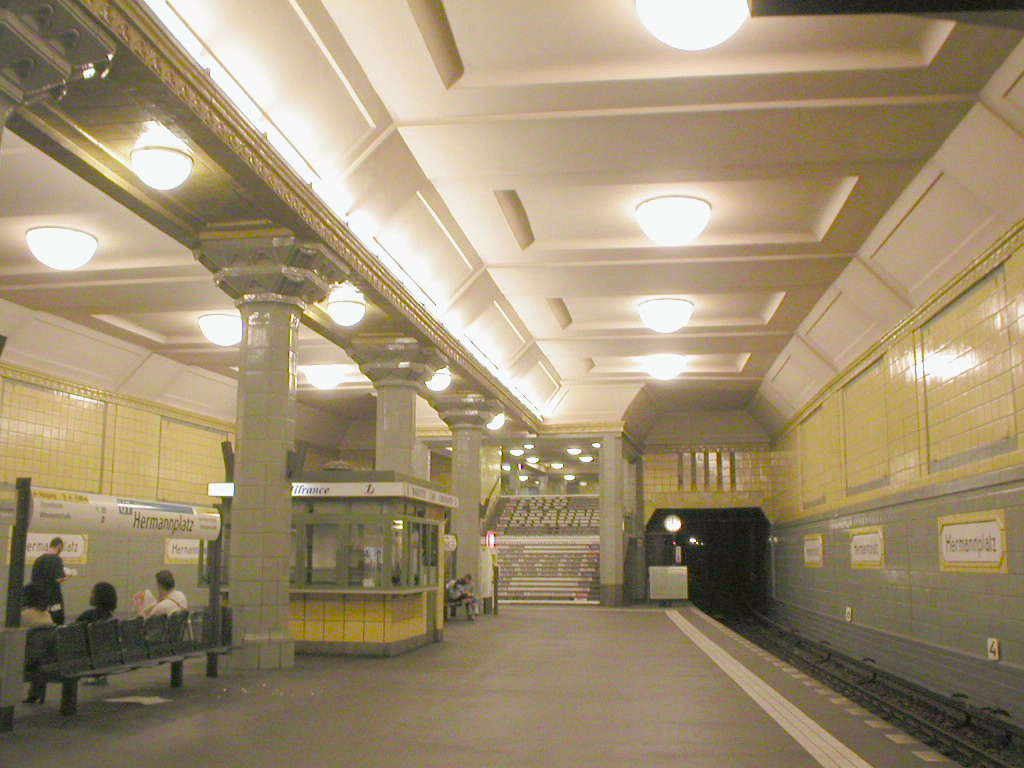
Der aufwendig gestaltete U-Bahnhof Hermannplatz

Die Entfernung vom U-Bahnhof Hasenheide bis zum Hermannplatz beträgt rund einen Kilometer. Dort entstand der erste unterirdische Turmbahnhof Berlins, der einer großen Kathedrale gleicht. In diesem Bahnhof sollte nicht nur die Nord-Süd-U-Bahn, sondern auch die sogenannte ‚GN-Bahn‘, also die heutige Linie U8, fahren. Die Zugänge zum quer über dem Bahnsteig der heutigen U7 liegenden Bahnsteig der U8 waren vorerst geschlossen – erst bei der Eröffnung der GN-Bahn (Gesundbrunnen-Neukölln-Bahn) 1927 wurden sie geöffnet. Dort wurden die ersten Rolltreppen in einen Berliner U-Bahnhof eingebaut. Dabei handelte es sich um vier Rolltreppen, wovon zwei 4,24 m und die anderen beiden 4,5 m lang sind. Bezahlt hatte diesen großen und pompösen Bahnhof größtenteils der Karstadt-Konzern. Dieser hatte dafür im Gegenzug einen direkten Zugang vom Bahnsteig in das jedoch erst 1929 eröffnete Warenhaus erhalten. Bis heute wirbt das Kaufhaus mit dieser in Berlin nahezu einmaligen Verknüpfung eines öffentlichen Verkehrsmittels mit einem Großgeschäft. Dieses Konzept wurde erst in den letzten Jahren beim Umbau des Alexanderplatzes gleich mehrfach kopiert, hier erfolgt der Zugang zu den Warenhäusern aber vom Zwischengeschoss aus.
Die Züge fuhren nicht nur bis zum Hermannplatz, die U-Bahn unterquert in südöstlicher Richtung den Platz und folgte dem Verlauf der damaligen Bergstraße (heute: Karl-Marx-Straße). Vorbei ging es am Rathaus Neukölln, das mit seiner Namensgebung den Reigen der „Rathaus-Bahnhöfe“ in Berlin eröffnete. Heute gibt es fünf Stationen, die mit dem Wort Rathaus beginnen, Namenszusätze wie ‚Spandau‘, ‚Reinickendorf‘, ‚Steglitz‘ oder ‚Schöneberg‘ vervollständigen die Namen. Dahinter, etwa in Höhe der heutigen Saltykowstraße, fand die Verlängerung mit dem Bahnhof Bergstraße ihren Abschluss.

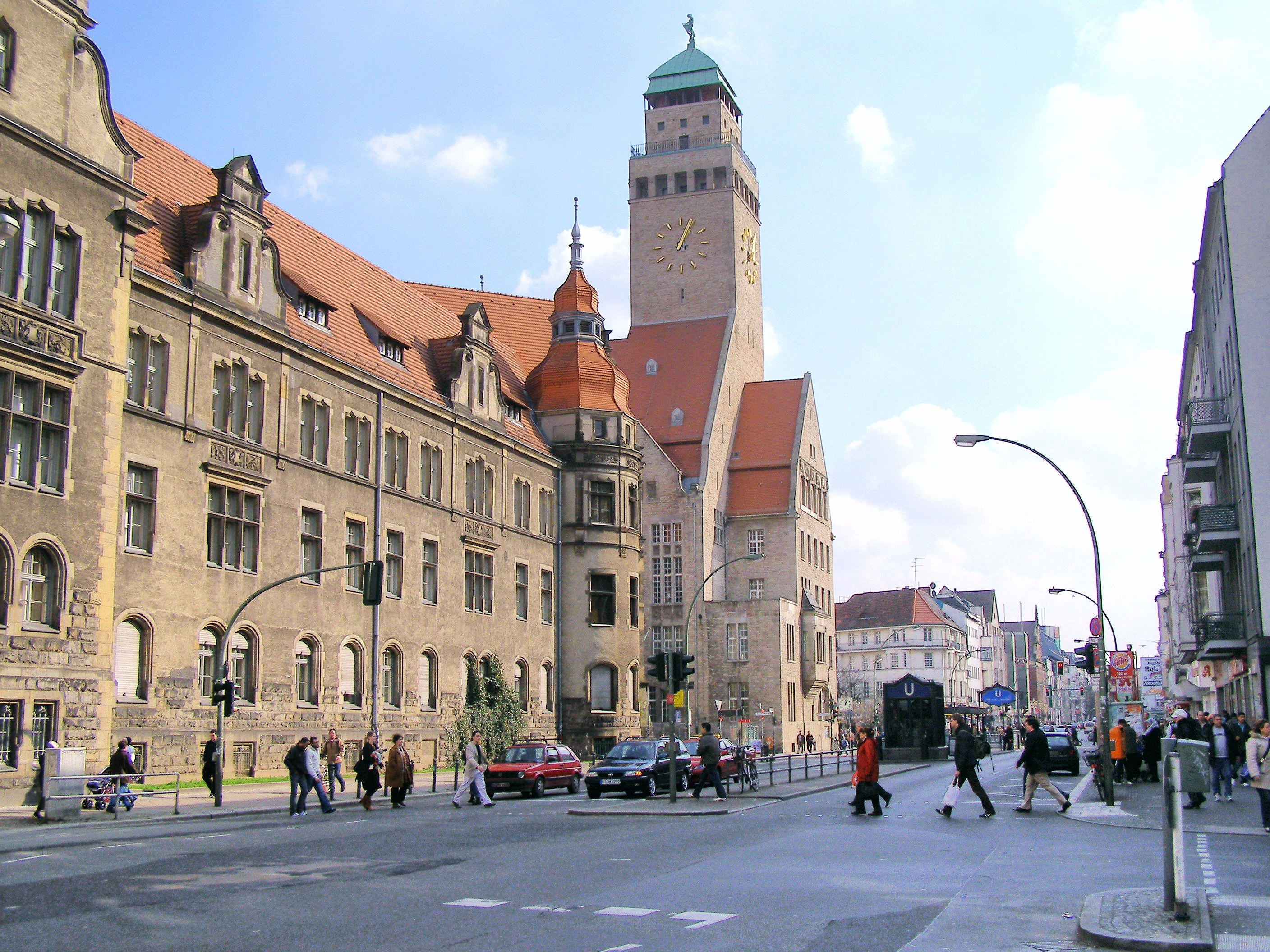
U-Bahnhof Rathaus Neukölln (mit dem Rathaus links)

Wie nahezu alle U-Bahn-Stationen dieser Zeit gestaltete Alfred Grenander zusammen mit Alfred Fehse auch die Stationen Rathaus Neukölln und Bergstraße. Beide besitzen vollständig bis zur Decke geflieste, einreihige Säulen. Während Rathaus Neukölln Dunkelblau als Grundgestaltungsfarbe erhielt, wählte Grenander für den vorläufigen Endpunkt der Nord-Süd-Bahn ein dunkles Grün. Sonst sind die Bahnsteige und Eingänge im Gegensatz zum Hermannplatz relativ schlicht gehalten. Der Abschnitt Hasenheide – Bergstraße ging am 11. April 1926 in Betrieb.
Als letzte Etappe des Neuköllner Zweigastes war die Verlängerung zur Grenzallee vorgesehen. Die gut 1,5 km lange Strecke beinhaltete zwei neue Bahnhöfe: den Umsteigepunkt zum damals unter dem neuen Namen bekannten Verkehrsmittel ‚S-Bahn‘ und den Endbahnhof Grenzallee.
Die am 1. Januar 1929 gegründete Berliner Verkehrs-Aktiengesellschaft einigte sich mit der Deutschen Reichsbahn über ein gemeinsames Zugangsbauwerk am Umsteigepunkt Neukölln. So entwarf Alfred Grenander ein rotes Ziegelgebäude mit einem kleinen Turm. Damit war dort nun ein zügiges Wechseln des Verkehrsmittels möglich. Der U-Bahnhof Neukölln (Südring) selbst, dessen Bahnsteig zwölf Meter unter dem der S-Bahn liegt, wurde in Zitronengelb gestaltet, das an die Sachlichkeit der GN-Bahnhöfe anschließt. Die Säulen wurden nicht verziert, sie erstrahlen ebenfalls in Gelb und sind vollkommen aus Metall.
Die abschließende Endstation Grenzallee, eine Kopie des vorangegangenen Bahnsteigs in Grün, errichtete die BVG in einfacher Lage. Der Name der Allee erinnert an den früher dort befindlichen Wechsel der Zuständigkeiten zwischen dem damaligen Rixdorf und Britz. Etwas Besonderes besitzt der Bahnhof dennoch: Dahinter sollte eigentlich eine neue Betriebswerkstatt entstehen, wofür die BVG-Bauabteilung extra einen viergleisigen Tunnelabzweig nördlich des Britzer Zweigkanals errichten ließ. Das geplante Depot wurde nie gebaut, der Tunnelmund ist noch bis heute zu finden.
Am 21. Dezember 1930 fand gemeinsam mit der komplett neuen U-Bahn-Strecke unter der Frankfurter Allee (Linie E, heute: Linie U5) eine der größten U-Bahn-Eröffnungsfeiern statt. Damit fuhren die Züge nun vom Weddinger Bahnhof Seestraße über die Innenstadt sowohl nach Neukölln zur Grenzallee als auch nach Tempelhof zum gleichnamigen Umsteigepunkt zur S-Bahn.

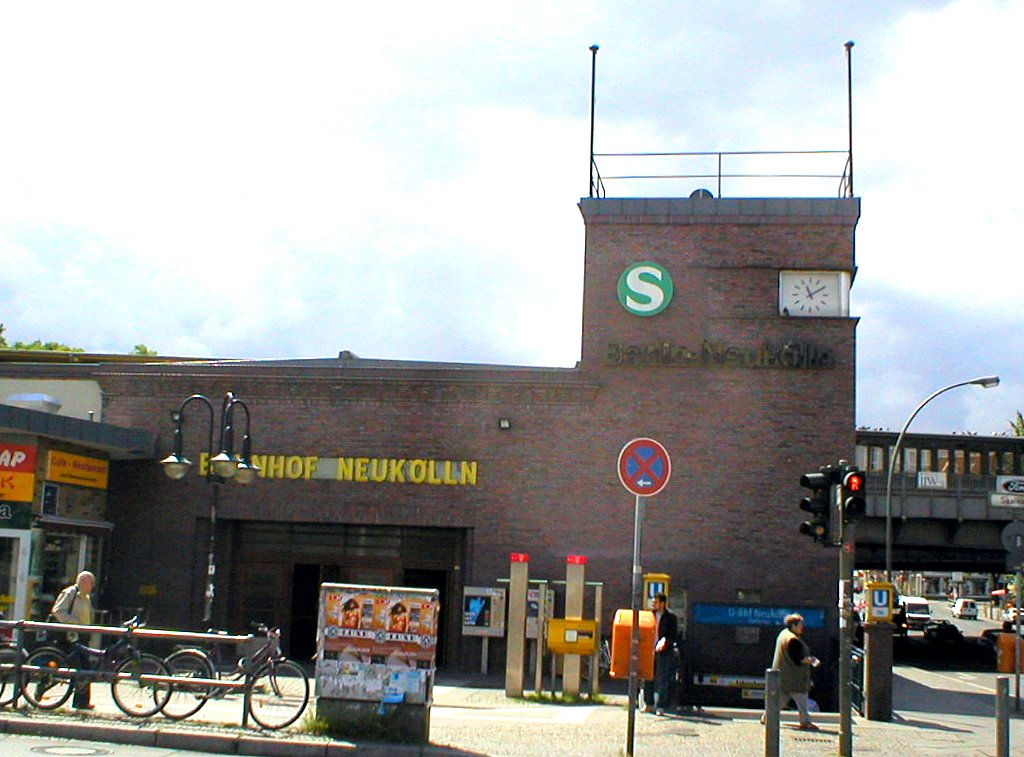
Alfred Grenander entwarf eigens für den Bahnhof Neukölln ein neues Eingangsgebäude

Das Auffälligste an der neuen U-Bahn-Linie waren die Tunnelanlagen und deren Züge. Denn um eine klare Abgrenzung zur konkurrierenden Hochbahngesellschaft zu erreichen, wurde ein größeres Tunnelprofil gewählt. Dies wird heute das Großprofil genannt. Die Tunnel sind breiter, ebenso die Züge. Das Gleis ist zwar auch in Normalspur ausgeführt, doch liegt die Wagenkastenbreite bei 2,65 m (Kleinprofil 2,35 m). Der Grund dafür war, dass die Stadt Berlin der Auffassung war, breitere Züge würden eine wesentlich größere Kapazität besitzen. Deshalb wurden die Bahnsteige mit einer Länge von 80 m (bei einer damaligen Wagenlänge von 13 m) sehr kurz gebaut, sie wurden in den 1950er beziehungsweise 1990er Jahren verlängert.
Aus Kostengründen wurde auf jegliche Verschönerung der Bahnsteige verzichtet, die nur einfach verputzt wurden. Waren die finanziellen Mittel für die Bauarbeiten schon sehr knapp, fehlten diese beim Wagenmaterial vollkommen. Deshalb wurde 1922 ein Vertrag mit der Hochbahngesellschaft geschlossen, der vorsah, dass diese die Linie verwalten und mit ihren Zügen betreiben sollte. So kam es zur eigenartigen Situation, dass Kleinprofilzüge auf einer Großprofillinie fuhren.

### U-Bahn-Bau bis Rudow

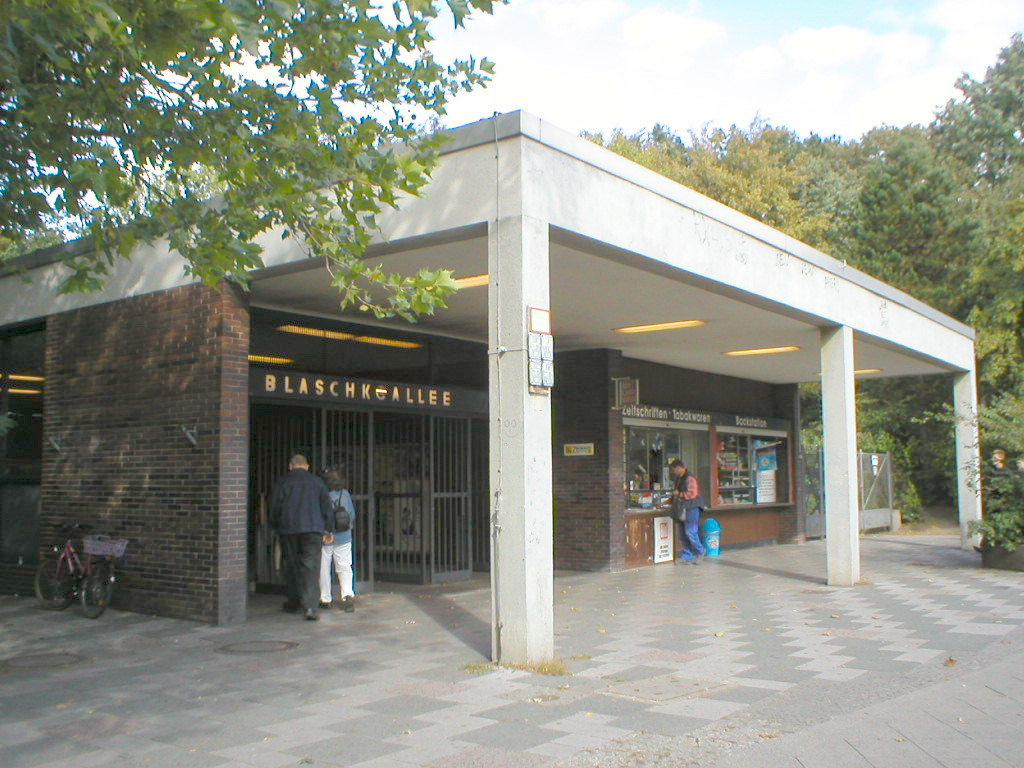
Eingang des 1963 eröffneten Bahnhofs Blaschkoallee

Da im Zweiten Weltkrieg ein Großteil des Berliner Wohnraums durch Luftangriffe zerbombt wurde, plante man in der Nachkriegszeit neue Großwohnsiedlungen. Im Süden West-Berlins wurden zwei großflächige neue Wohnsiedlungen mit dem Namen Britz und Britz-Buckow-Rudow (BBR), die heutige Gropiusstadt, errichtet. Für diese Großprojekte sollte auch eine möglichst gute Schnellbahnverbindung ins West-Berliner Zentrum miterbaut werden. Dafür sah man die Linie CI vor, die zukünftig als eigene Linie betrieben werden sollte. Die Strecke von 6,2 km wurde in drei Abschnitten in Richtung Süden gebaut. Grenzallee – Britz-Süd (1963), Britz-Süd – Zwickauer Damm (1970) und Zwickauer Damm – Rudow (1972). Der erste Rammschlag für die Verlängerung fand am 2. November 1959 in der Nähe des damaligen Endbahnhofs Grenzallee statt. Damals diskutierte man heftig, ob die Linie im Süden nicht als Damm- oder Einschnittbahn errichtet werden sollte. Die Planer und die BVG wehrten dies mit der Begründung ab, dass so die Siedlung geteilt würde, was nicht anzustreben wäre.
Die Strecke folgt der Buschkrugallee unter dem Teltowkanal hindurch, schwenkt unter die Fritz-Reuter-Allee und unterfährt diese bis zum U-Bahnhof Britz-Süd. Dort wurde beim U-Bahn-Bau auch die erste Halle der neuen Betriebswerkstatt Britz-Süd errichtet, denn diese war nun durch die Verlängerungen und die dafür beschafften Fahrzeuge nötig geworden. Die Linie war direkt mit dem Siedlungsbau Britz-Buckow-Rudow verbunden, so musste man keine Straßen unterqueren, da diese ja erst später gebaut wurden. Eine weitere Folge war, dass die Ausgänge nun günstig gelegt werden konnten und keine Verteilergeschosse errichtet werden mussten. Einziges Hindernis auf dieser Strecke war der Teltowkanal.

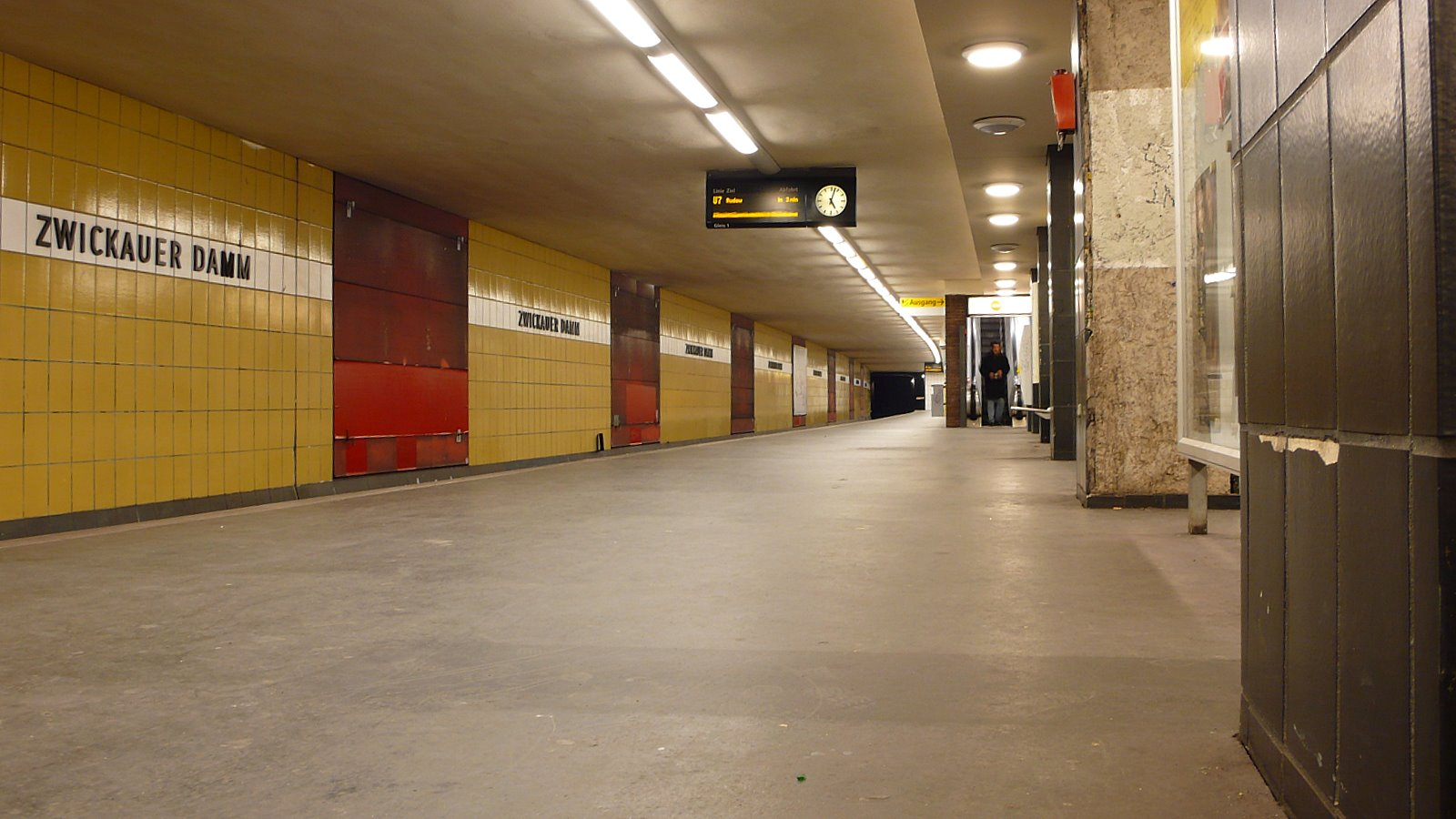
U-Bahnhof Zwickauer Damm

Die Ausgestaltung der Bahnhöfe bis Britz-Süd übernahm nun Werner Düttmann, nachdem Bruno Grimmek seine Arbeit bei der U-Bahn beendet hatte. Düttmann arbeitete vor allem mit kleinteiligen und rechteckigen Fliesen. Ab Johannisthaler Chaussee war der Architekt Rainer G. Rümmler für die Stationen zuständig. Dieser verwendete wieder größere Keramikfliesen, gestaltete die Bahnhöfe jedoch dunkler als die bisherigen Berliner Bahnhöfe. Rümmler war für alle neu zu bauenden West-Berliner U-Bahnhöfe und von 1990 bis 1998 für Gesamtberlin zuständig.

### Die neue Linie 7
Wie bereits beschrieben war der U-Bahnhof Mehringdamm ursprünglich ein Verzweigungsbahnhof der damaligen Linien CI und CII. Nach den Richtlinien für den Bau von U-Bahnen aus den 1950er Jahren waren Verzweigungsbahnhöfe zu vermeiden, weswegen hier nach Alternativen gesucht wurde. Weiterhin kam es durch die Teilung Berlins dazu, dass die meisten Fahrgäste der Linien CI und CII am Halleschen Tor in die Linie der Stammstrecke Richtung Westen umstiegen, wodurch diese Station sehr belastet wurde. Im Sinne einer besseren Netzverknüpfung wurde also vorgesehen, Mehringdamm zu einem Kreuzungsbahnhof umzubauen und den Rudower Zweig als eigenständige Linie H bis zum U-Bahnhof Möckernbrücke der Stammstrecke und darüber hinaus zu verlängern. Die Bauarbeiten hierfür begannen im Sommer 1962 und bereits am 26. Februar 1966 konnte der erste Bauabschnitt eröffnet werden. Der Bahnhof Mehringdamm hat seitdem die heutige Struktur: zwei Mittelbahnsteige auf derselben Ebene, an einem halten umsteigefreundlich die Züge nach Norden, am anderen die Züge nach Süden.

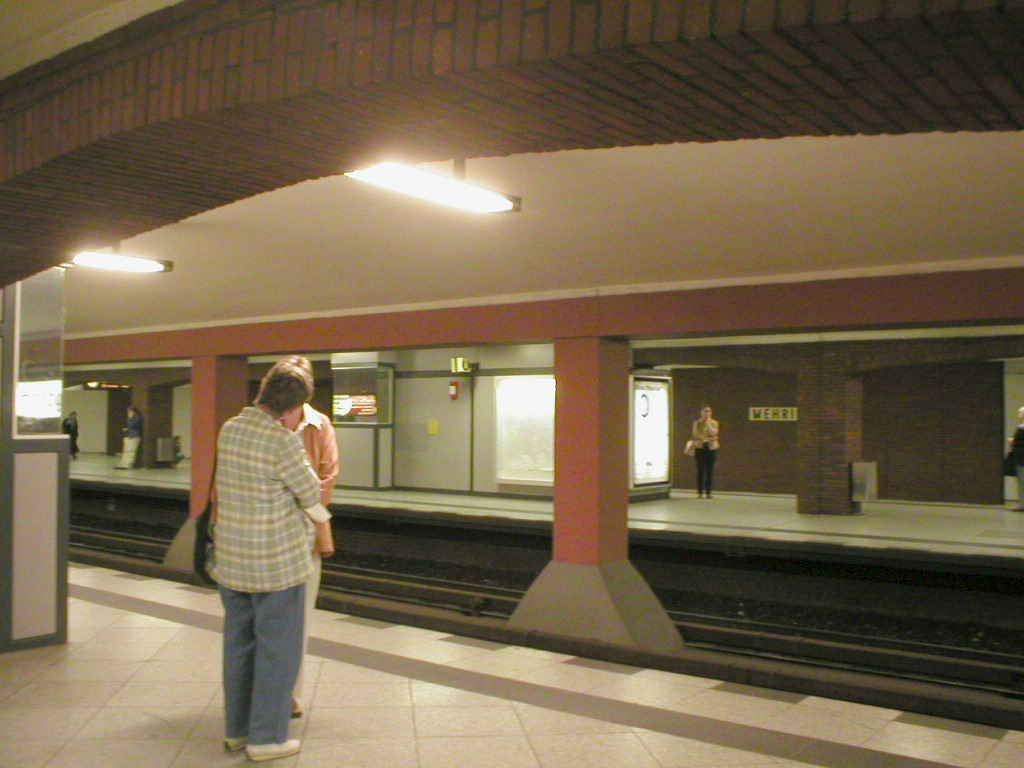
Der umgebaute U-Bahnhof Mehringdamm

Für die Fahrgäste gab es allerdings nie eine Linie H, denn am Tag der Eröffnung der Strecke zur Möckernbrücke, am 28. Februar 1966, wurde das Buchstabensystem in West-Berlin auf arabische Ziffern umgestellt. Nun hieß sie Linie 7. Dabei versuchte man die Liniennummern der komplizierten Chronologie nach zu ordnen. Nachdem die Pendelstrecke zum Richard-Wagner-Platz wegen des Baus der U7 stillgelegt wurde, hielt man die ‚5‘ immer für die Ost-Berliner U-Bahn-Linie E nach Hönow frei. 1984, als die BVG den Betrieb der West-Berliner S-Bahn übernahm, wurde vor die Liniennummer ein ‚U‘ für U-Bahn, beziehungsweise ein ‚S‘ für S-Bahn gesetzt.

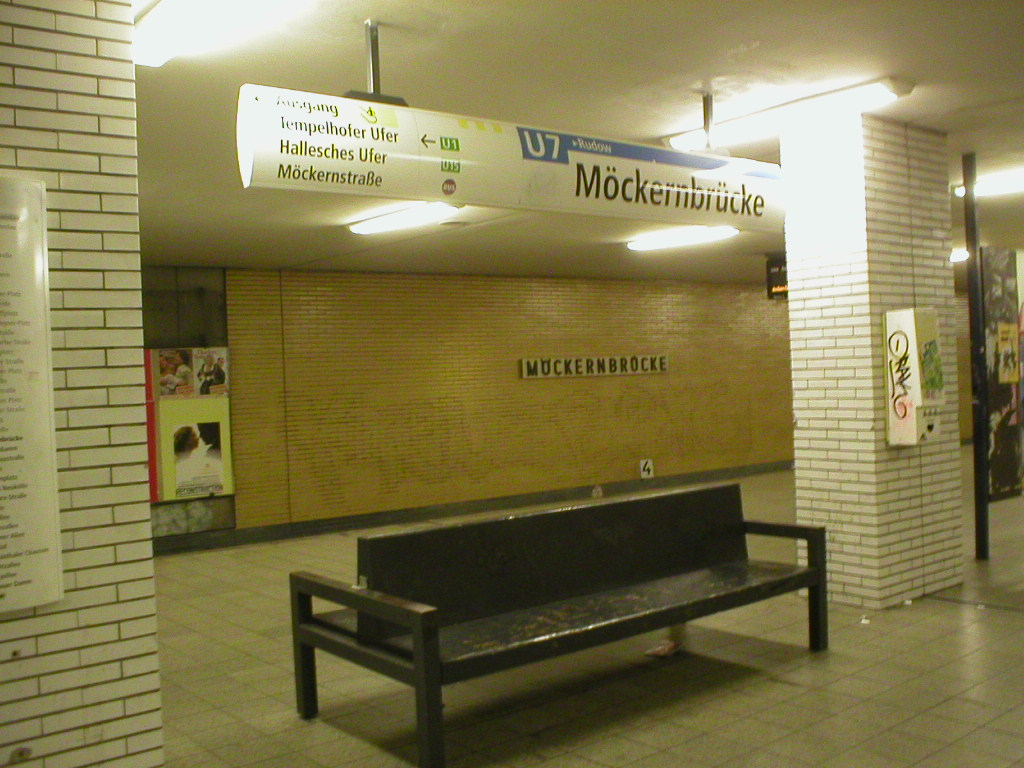
U-Bahnhof Möckernbrücke

Der Bahnhof Möckernbrücke liegt direkt neben dem Landwehrkanal, sodass eine teuere Unterfahrung des Kanals vermieden werden konnte. Der Bahnhof wird von einer Spundwandkonstruktion abgegrenzt, ähnlich wie am Bahnhof Spittelmarkt der heutigen U2. Eine überdachte Brücke über dem Landwehrkanal verbindet den U- mit dem Hochbahnhof. Gleichzeitig erhielt der Hochbahnhof der heutigen Linie U1 vier Rolltreppen. Mit Eröffnung der Linie 7 war das Berliner U-Bahn-Netz 93 km lang und hatte 105 Bahnhöfe.

### U-Bahn-Bauboom im Westen
Aus Subventionsmitteln wurde die Erweiterung des West-Berliner U-Bahn-Netzes realisiert. Am 29. Januar 1971 konnte eine der bisher größten U-Bahn-Streckenverlängerungen verwirklicht werden. Die Linie 7 führte nun von der Möckernbrücke bis zum Fehrbelliner Platz, die Linie 9 von der Spichernstraße bis zum Walther-Schreiber-Platz. Elf neue Stationen mit neun Kilometern Strecke gingen an diesem Tag in Betrieb. Bei beiden Neubaustrecken fand der Rammschlag am 1. Juli 1962 statt. Damit erhielten die Steglitzer und Neuköllner eine neue Verbindung ins Zentrum und mussten nicht mehr den Bus benutzen.

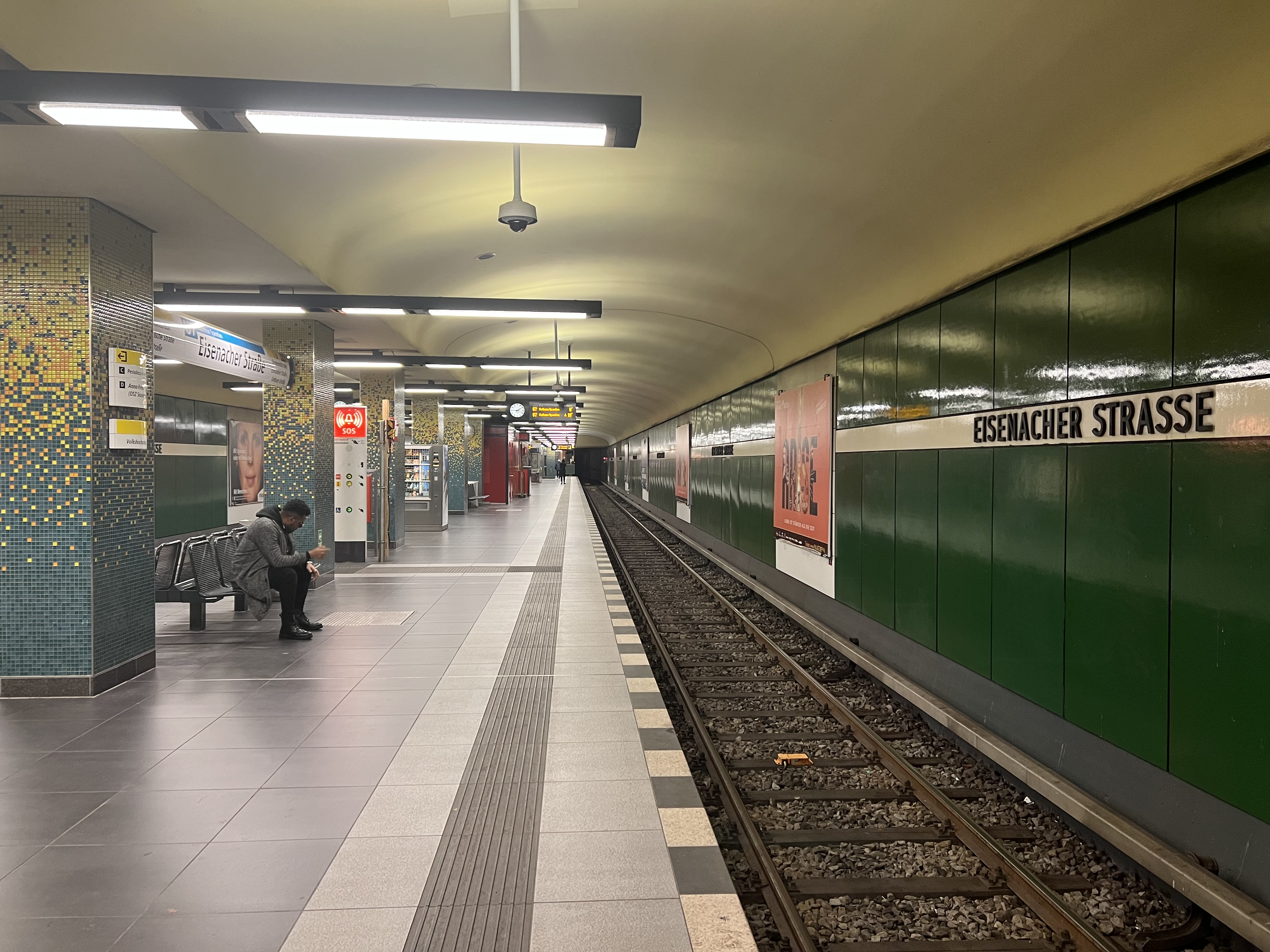
U-Bahnhof Eisenacher Straße

Die Strecke der Linie U7 führt hinter der Station Möckernbrücke über große Kurven unter dem Anhalter Güterbahnhof hindurch zum S-Bahnhof Yorckstraße (Großgörschenstraße). Hier wurde erstmals bei der Berliner U-Bahn der bergmännische Schildvortrieb verwendet. Außerdem wurde ein Umsteigebahnhof zu den später so benannten S-Bahn-Linien S1 und S2 errichtet. Südwestlich davon führt die Strecke unter dem Willmanndamm zur neu erbauten Station Kleistpark. Damit erhielt auch die BVG-Verwaltung, die direkt am Kleistpark an der Potsdamer Straße ihren Standort hatte, einen direkten U-Bahn-Anschluss. Wie im damaligen 200-Kilometer-Plan vorgesehen, sollte eine Linie 10 von Weißensee über den S-Bahnhof Greifswalder Straße, Alexanderplatz, Leipziger Straße, Potsdamer Platz, Potsdamer Straße, Schloßstraße nach Lichterfelde geführt werden. Am Bahnhof Kleistpark sollten sich die Linien 7 und 10 kreuzen. Deshalb entstand quer zum Bahnsteig für die Linie 7 der Rohbau des Bahnsteigtunnels für die geplante Linie 10. Da diese Planung aufgrund der inzwischen unter westlicher Einflussnahme stehenden S-Bahn (Wannseebahn) als Parallelverkehr obsolet geworden war, wurden die leeren Räume für eine Sicherheits- und Informationszentrale der BVG benutzt.
Weiter führt die Linie U7 unter der Grunewaldstraße zum Bayerischen Platz entlang. Beim Bau der damaligen Schöneberger U-Bahn (heute: U4) verlangte die Bauaufsicht eine Brückenkonstruktion für eine zukünftige Strecke. Diese konnte nun beim Bau der U7 mitbenutzt werden. Die Station wurde ebenfalls, wie der schon vorhandene Kleinprofil-Bahnhof, mit weißen und blauen Farbelementen in Erinnerung an das bayerische Staatswappen verziert.

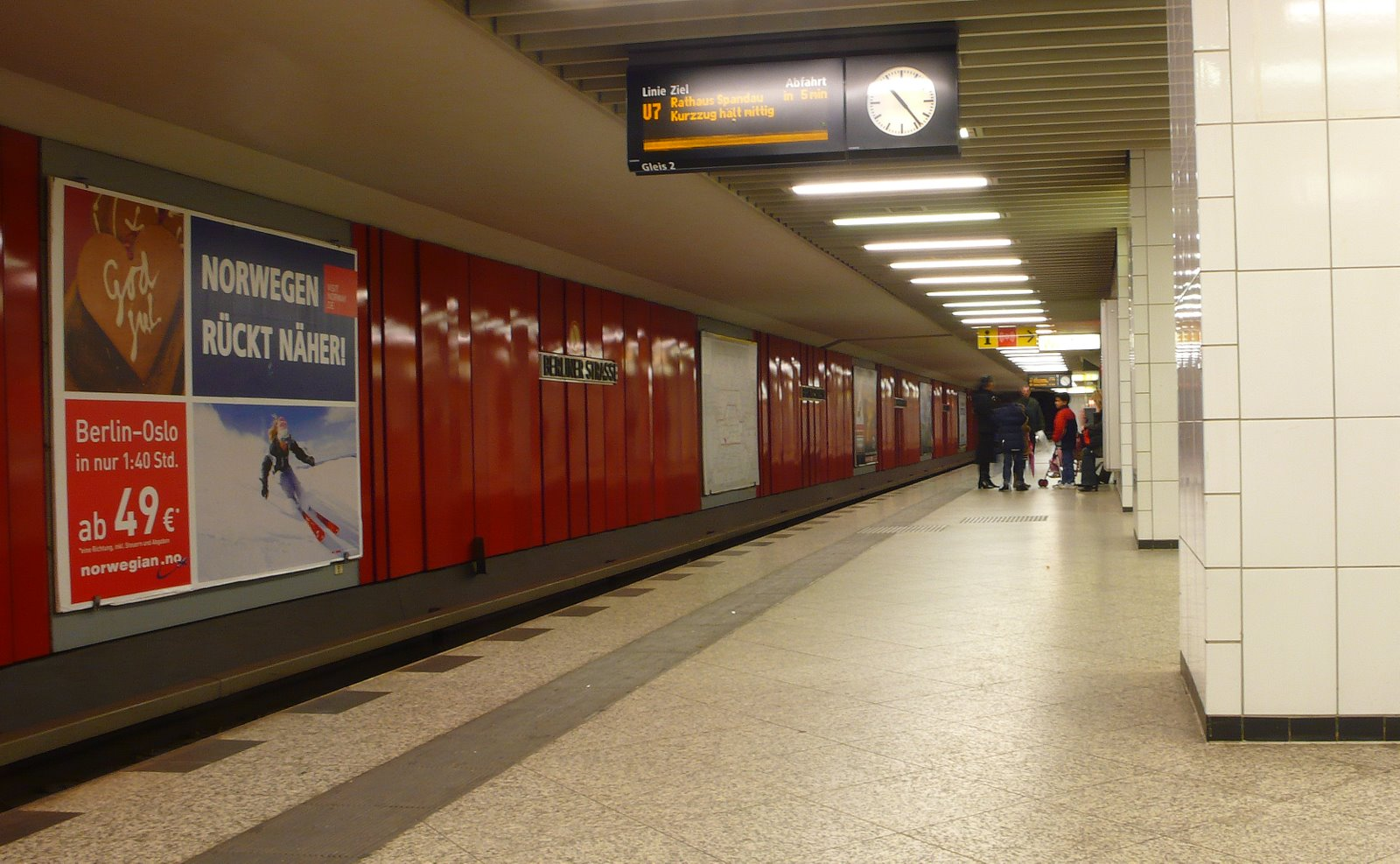
U-Bahnhof Berliner Straße (unterer Bahnsteig der U7)

Eine Station weiter entstand der erste Kreuzungsbahnhof als Neubau, das heißt einer, der nicht nachträglich zu einer Umsteigestation umgebaut wurde. Am Bahnhof Berliner Straße kreuzen sich die Linien 7 und 9. Der untere Bahnsteig der U7 ist ein „normaler“ Mittelbahnsteig, die U9 erhielt hingegen zwei getrennte jeweils in Fahrtrichtung links liegende Bahnsteighälften. Man könnte die Bahnsteige auch als auseinandergezogene Mittelbahnsteige sehen. Nur ein Gang am nördlichen Ende beider Bahnsteighälften verbindet diese. Dies wurde deshalb errichtet, da mit dem U-Bahn-Bau auch ein Kfz-Tunnel zwischen den beiden Bahnsteighälften mitgebaut wurde. Aus heutiger Sicht ist diese Situation für die Verwaltung der BVG recht unglücklich, insbesondere bei der Gestaltung der Umsteigeverbindungen und beim nachträglichen Einrichten von Aufzügen für den barrierefreien Zugang.
Die Strecke der U7 folgt nun der Brandenburgischen Straße und hatte am Bahnhof Fehrbelliner Platz einen vorläufigen Abschluss. Hier treffen sich heute die Linien U3 und U7. Beim Bau des Bahnhofs wurde ein komplett neues Eingangsbauwerk für beide Strecken errichtet, um eine ampelfreie Kreuzung des Hohenzollerndamms und der Brandenburgischen Straße zu erreichen.
Alle errichteten Bahnhöfe wurden von Rainer G. Rümmler gestaltet. Dabei benutzte dieser, statt wie bisher große Keramikfliesen, großformatige bunte Stahlblechplatten, so zum Beispiel am Bahnhof Eisenacher Straße. Ab Bahnhof Berliner Straße sollen die Farben Weiß und Rot an das Berliner Landeswappen erinnern, an der Station Eisenacher Straße die grünen Flächen an den Thüringer Wald bei Eisenach. Die Bahnhöfe Berliner Straße, Blissestraße und Fehrbelliner Platz wurden in den vergangenen Jahren saniert und dabei zum Teil umgestaltet. Dabei wurden viele Gestaltungselemente Rümmlers nicht mehr berücksichtigt und die Stationen wirken nunmehr insgesamt heller und schlichter.

### In drei Etappen nach Spandau

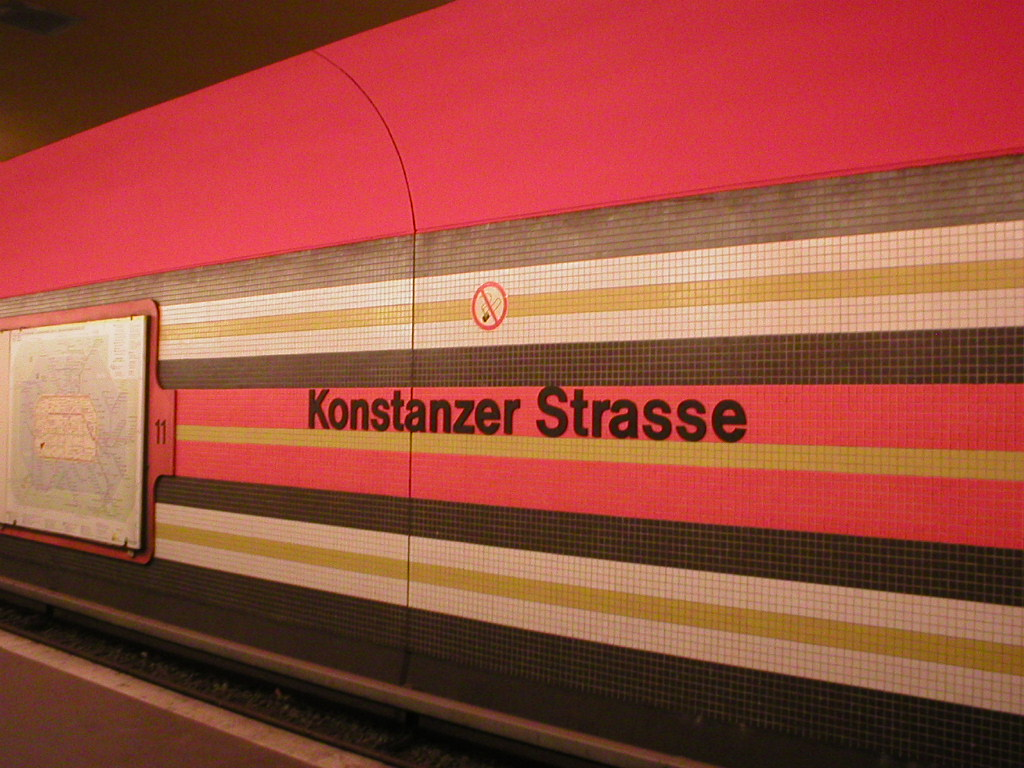
Die waagrechten Streifen sollen das Thema „Tempo“ symbolisieren

Bereits zu Zeiten der Hochbahngesellschaft gab es Pläne, eine U-Bahn nach Spandau zu bauen. Erste Schritte wurden mit der Verlängerung der Strecke der heutigen Linie U2 bis Ruhleben getan. Der Endbahnhof Ruhleben liegt jedoch direkt an der Bezirksgrenze zu Spandau. Zubringer- und Verteilverkehr, bis 1967 durch Straßenbahn, danach durch mehrere Buslinien, sorgten allein für die Erschließung von Spandau über den U-Bahnhof Ruhleben.
Ende der 1960er Jahre wurden diese Pläne wieder aktuell, denn es war wieder genug Geld vorhanden, um sich mit einer U-Bahn nach Spandau zu befassen. In Erwägung gezogen wurde eine Verlängerung der Ruhlebener Kleinprofil-U-Bahn. Alternativen gab es auch: Die bis heute am Bahnhof Uhlandstraße endende Kleinprofil-Strecke hätte über Adenauerplatz, Messe, Theodor-Heuss-Platz und weiter auf der schon bestehenden Strecke der damaligen Linie 1 verlängert werden können. Die letzte Variante bestand darin, die Großprofil-Linie 7 über Mierendorffplatz, Jungfernheide und die Nonnendammallee zu verlängern. Man wählte schließlich die letzte Variante, da mit dieser auch die wichtige Siemensstadt mit ihren damals vielen Arbeitsplätzen erschlossen werden konnte. Die Bauarbeiten für den Abschnitt Fehrbelliner Platz – Richard-Wagner-Platz begannen im Jahr 1969.
Die Trasse verläuft weiter unter der Brandenburgischen Straße und kreuzt am Adenauerplatz den Kurfürstendamm, wo auch ein Bahnhof errichtet wurde. Dieser wurde bereits als Kreuzungsbahnhof angelegt, denn noch ist offiziell geplant, die jetzige U-Bahn-Linie U1 von der Uhlandstraße zum Adenauerplatz zu verlängern. Danach schwenkt die Strecke unter die Wilmersdorfer Straße und unterquert wenige Meter weiter die Stadtbahn.
Die Wilmersdorfer Straße wurde in diesem Zusammenhang in eine Fußgängerzone umgewandelt. Dabei war die Anbindung der Fußgängerzone wichtiger als eine bequeme Umsteigemöglichkeit zum in der Nähe liegenden, damals noch zur Deutschen Reichsbahn gehörenden, Bahnhof Charlottenburg. Zwischen 2003 und 2006 wurde der S-Bahnhof Charlottenburg im Zuge der Umgestaltung des Stuttgarter Platzes um 300 m weiter östlich in Richtung U-Bahnhof Wilmersdorfer Straße verlegt, sodass der Umsteigeweg kürzer – 100 m im Gegensatz zu 450 m vorher – wurde.
An der Bismarckstraße entstand ein vollkommen neuer Turmbahnhof für die damalige Linie 1 (heute: U2). Da der schon bestehende Tunnel der Kleinprofil-Strecke jedoch in einem schlechten Zustand war, wurden umfangreiche Sanierungsarbeiten nötig. Damals besaß man keine Erfahrungen mit diesem Problem und riss deshalb die ganze Konstruktion ab und erbaute diese aus Stahlbeton erneut. Nördlich der Bismarckstraße macht die Strecke der U7 einen großen Schwenk von der Wilmersdorfer Straße zur Richard-Wagner-Straße. Dabei mussten 23 Häuser unterfahren werden, deshalb wurde auch hier der Schildvortrieb gewählt.
Im Zuge der durchgeführten Grundwasserabsenkung im „nassen Dreieck“, einem frühzeitlichen Moorgebiet mit Eichenholzgründung der Mietshäuser im Spreebogen nördlich der Bismarckstraße, kam es zu Setzungen des Baugrundes, die zum Notabriss einiger Häuser führten.
Bis zum Jahr 1970 pendelte die damals kürzeste und wenig frequentierte U-Bahn-Linie Berlins, die damalige Linie 5, zwischen Deutsche Oper und Richard-Wagner-Platz. Deren alte Strecke wurde nun für den Personenverkehr stillgelegt, und es wurde eine neue Bahnhofsanlage mehrere Meter unter der alten neu gebaut. Die übrig gebliebenen Tunnelanlagen konnten zu einer Betriebsstrecke umgewandelt werden, die damit eine zweite Austauschstrecke zwischen Klein- und Großprofil nach dem Waisentunnel am Bahnhof Alexanderplatz ist.
Die Strecke vom Fehrbelliner Platz bis zum Richard-Wagner-Platz wurde am 28. April 1978 eröffnet. Damit konnte auch die Anbindung des Charlottenburger Rathauses erfolgen, denn nur zu dessen Erschließung war die Kleinprofil-Linie 5 gebaut worden. Die Bahnhöfe, durchweg von Rainer G. Rümmler gestaltet, bekamen sehr unterschiedliche Gesichter. Die schwarzen, orangen, roten, gelben und weißen Längsstreifen an der Station Konstanzer Straße erinnern an das Konstanzer Stadtwappen. Dagegen bekam der Bahnhof Wilmersdorfer Straße eine komplett neuartige Wandgestaltung. Kleine rechteckige Fliesen sind in Mustern angeordnet. Rümmlers Gestaltung der Bahnhofswände leitet sich aus den Lilien ab, die sich im Wappen des namensgebenden Bezirkes Wilmersdorf befanden.

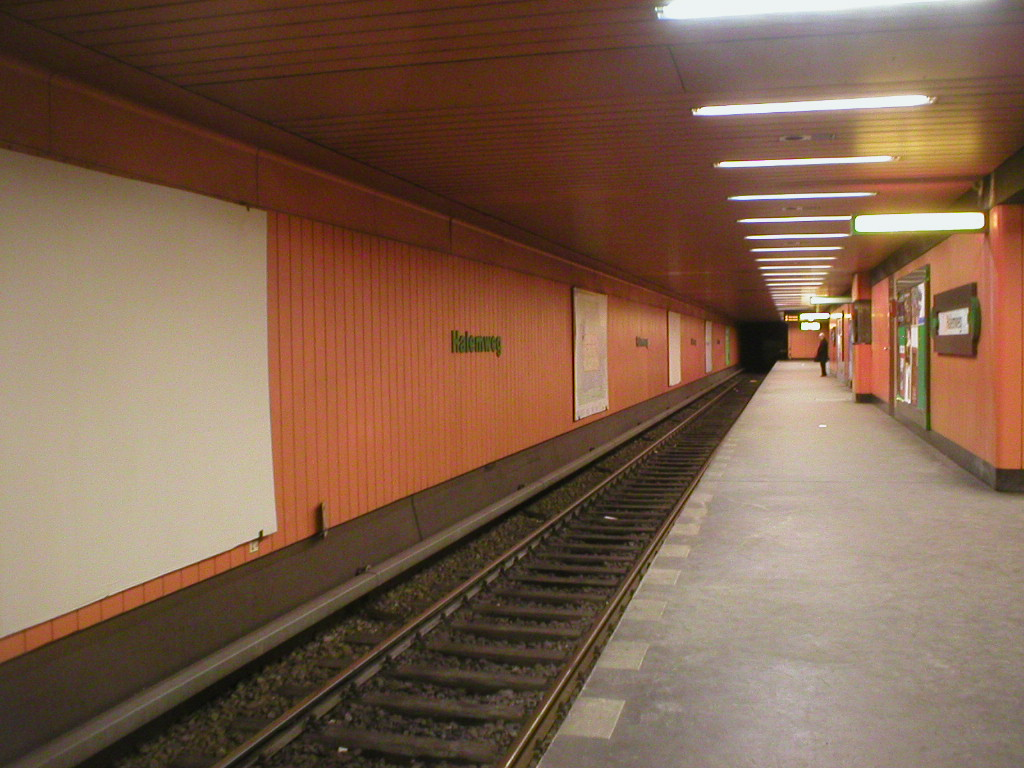
U-Bahnhof Halemweg

Die Bauarbeiten für den nächsten Streckenabschnitt in Richtung Spandau begannen 1973. Die Trasse führt nördlich des Bahnhofs Richard-Wagner-Platz weiter unter der Sömmeringstraße. Auf halbem Wege zum U-Bahnhof Mierendorffplatz wird die Spree unterquert. Hier wählte man die Methode der Senkkasten-Bauweise. Nach wenigen Metern folgt der Bahnhof Mierendorffplatz. Nördlich davon macht die Trasse einen großen Bogen, um den bereits bestehenden S-Bahnhof Jungfernheide zu erreichen. Hier wurden, ähnlich dem Bahnhof Schloßstraße, die Bahnsteige auf zwei Ebenen gebaut. Die anderen Gleise werden bis heute für eine mögliche Verlängerung der heutigen Linie U5 freigehalten. Diese soll vom Lehrter Bahnhof über Turmstraße, Jungfernheide zum Flughafen Tegel führen. Deren Realisierung ist jedoch aufgrund der angespannten Haushaltslage des Landes Berlin und nördlich des Bahnhofs Jungfernheide wegen der Schließung des Flughafens Tegel nicht wahrscheinlich. Seit 2003 befindet sich in einem der bisher nicht genutzten Streckentunnel die Feuerwehr-Übungsanlage der Berliner U-Bahn.
Nördlich des Bahnhofs Jungfernheide unterquert die Strecke der U7 den Westhafenkanal. Darauf macht die Trasse einen großen Bogen zum Jakob-Kaiser-Platz, dessen Bahnhof bereits beim Autobahnbau mitgebaut wurde. Er wurde zwischenzeitlich als Fußgängerunterführung benutzt. Westlich der Station Halemweg führt die U-Bahn unter der Nonnendammallee hindurch. Hier gab es große Kritik von Umwelt- und Fahrgastverbänden sowie des Bundes der Steuerzahler, da die Strecke auch oberirdisch hätte geführt werden können. Der Berliner Senat war jedoch in dieser Sache stur geblieben.
Westlich der Kreuzung Nonnendammallee/Rohrdamm endete die zweite Etappe des U-Bahn-Baus nach Spandau mit der vorläufigen Endstation Rohrdamm.
Wie auch zuvor, wurden alle Bahnhöfe von Rainer G. Rümmler gestaltet. Diese wurden von ihm jedoch wesentlich schlichter gestaltet als andere. Der Bahnhof Mierendorffplatz erhielt die gleichen Fliesen wie die Station Wilmersdorfer Straße. Die Bahnhöfe Jakob-Kaiser-Platz, Halemweg und Siemensdamm enthalten viele Komplementärkontraste. Der Bahnhof Siemensdamm kann – ähnlich dem U-Bahnhof Pankstraße – als Zivilschutzraum für 4500 Menschen genutzt werden. Den U-Bahnhof Rohrdamm zieren Abbildungen von Zahnrädern und Rohren, die auf die umgebende Industrie hinweisen sollen. Zusätzlich wurde die Decke nicht verkleidet, dadurch sind unter anderem auch die Kabel der Beleuchtungsanlagen sichtbar.
Die 4,6 km lange Strecke Richard-Wagner-Platz – Rohrdamm wurde am 1. Oktober 1980 eröffnet. Damit erhielt der Bezirk Spandau den ersten richtigen U-Bahn-Anschluss. Aber es war geplant, die U7 bis ins Spandauer Zentrum zu führen.
Mehrere Varianten wurden dafür untersucht. So gab es Überlegungen, die U-Bahn durch das Haselhorster Ortszentrum zu führen. Der Nachteil war, dass die Havel an einer ihrer breitesten Stellen hätte unterquert werden müssen. Eine weitere Variante war, dass die U-Bahn die bestehende Spandauer Vorortbahn der S-Bahn kreuzen würde und die U-Bahn von Süden her zum Spandauer Rathaus geführt werden würde. Diese Planung kristallisierte sich sehr spät heraus, da der 200-Kilometer-Plan vorsah, die U7 über den Falkenseer Platz ins Falkenhagener Feld zu führen. Hierbei ergab sich der Nachteil, dass damit die Spandauer Altstadt nicht hätte angeschlossen werden können, was das eigentliche Ziel der Verlängerung war. Schließlich entschied man sich für eine Variante, die Trasse weiter entlang der Nonnendammallee bzw. der Straße Am Juliusturm zu führen, südlich an der Spandauer Zitadelle vorbei und dann direkt zur Altstadt und weiter zum Spandauer Rathaus. Die Erschließung des Falkenhagener Felds sollte nunmehr durch die Verlängerung der Kleinprofil-Strecke der Linie U1 (heute: U2) von Ruhleben aus übernommen werden.
Die Kosten für diese Verlängerung betrugen 680 Millionen Mark (kaufkraftbereinigt in heutiger Währung: rund 755,6 Millionen Euro). Die Kosten waren vor allem deshalb so hoch, weil die Havel unterquert werden musste und der Boden in diesem Umfeld, bedingt durch tote Seitenarme der Spree, sehr sumpfig war. Daher mussten hier fünf verschiedene Bauweisen eingesetzt werden: Zuerst wurde mit der „Berliner Bauweise“ gearbeitet, die sehr oft auch im restlichen Netz angewendet wird. Neu war die Schlitzwand-Sohle-Bauweise. Bei der Havelunterquerung nutzte man die Senkkasten-Methode.
Die Altstadt mit ihren sehr engen Straßen und Gassen konnte nur mit dem sehr teuren bergmännischen Schildvortrieb unterfahren werden. Der Endbahnhof Rathaus Spandau wurde schließlich in der Deckelbauweise errichtet, auch als „Warschauer Bauweise“ bekannt.
Die Bahnhofsgestaltung überließ die Senatsbauverwaltung wieder Rainer G. Rümmler. Auch hier setzte er seine dem damaligen Zeitgeschmack folgende Arbeit fort. Die Gestaltung der Station Paulsternstraße sollte an eine bunte Blumenwiese erinnern.
Der Bahnhof Haselhorst zeichnet sich hingegen durch seine Schlichtheit aus – hier kam vor allem die Lichtgestaltung zum Zuge. Beim Bahnhof Zitadelle versuchte der Architekt, das Gestaltungselement der Ziegelbauweise der Spandauer Zitadelle aufzunehmen; hier wurden Seitenbahnsteige angelegt, damit wegen der nahen Spreeunterfahrung die beiden Gleise platzsparend in der Mitte liegen können. Der Bahnhof Altstadt Spandau mit wuchtigen Säulen in Rot-Weiß berufe sich auf brandenburgische Stilformen, so Rümmler.
Der Endbahnhof Rathaus Spandau stellt schließlich den Höhepunkt der ganzen Strecke dar. Mit breiten Säulen und Leuchten und anderer aufwändiger Dekoration fällt der viergleisige Bahnhof auf. Die beiden inneren Gleise werden von der U7 genutzt, die äußeren sind für die Verlängerung der Kleinprofil-Strecke aus Ruhleben (heute: U2) vorgehalten. Dieser Vorhalt umfasst auch die weitere Möglichkeit zur Verlängerung der U7 in die Wilhelmstadt und der U2 nach Hakenfelde.
Der 4,9 km lange letzte Streckenabschnitt der Neubaustrecke bis Rathaus Spandau wurde am 1. Oktober 1984 eröffnet, bei der auch Bundeskanzler Helmut Kohl anwesend war.
Im März 2017 wurden die in den 1980er Jahren von Rainer G. Rümmler entworfenen letzten sieben U-Bahnhöfe der Linie – Siemensdamm bis Rathaus Spandau – unter Denkmalschutz gestellt.

### Bahnhofsmodernisierung

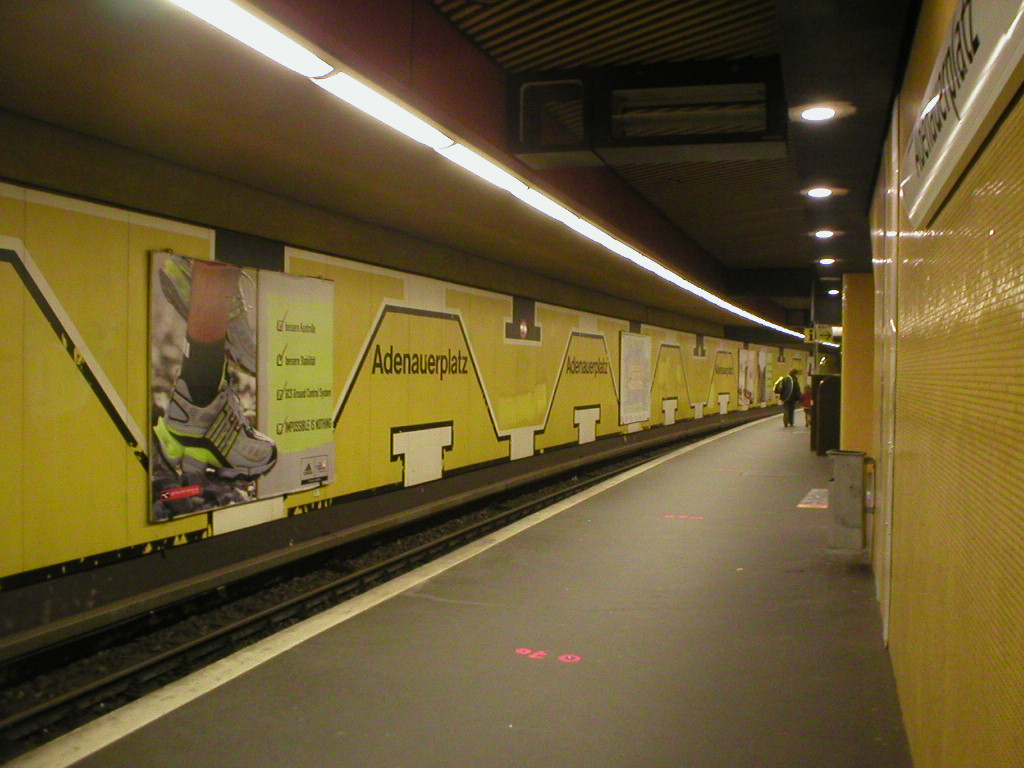
Der U-Bahnhof Adenauerplatz vor …

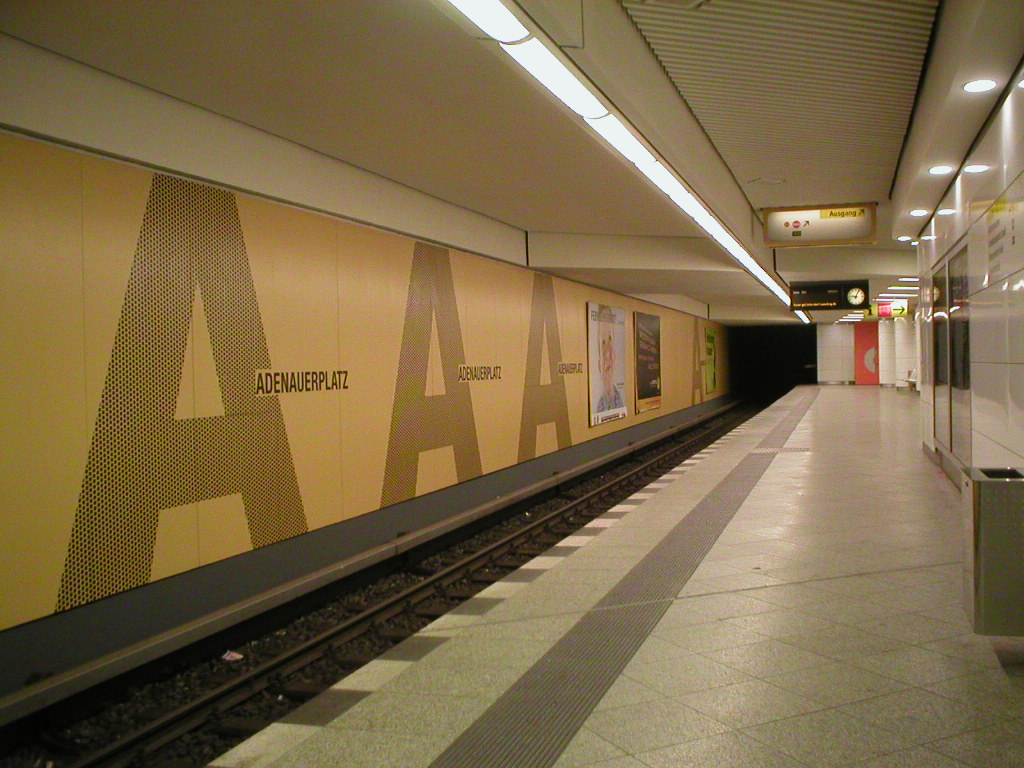
… und nach der Sanierung

In jüngerer Zeit werden bestehende Bahnhofsanlagen modernisiert, zum Beispiel der Bahnhof Adenauerplatz, dessen Erscheinungsbild sich dadurch geändert hat. Während in den 1970er Jahren, als die Station von Rainer G. Rümmler entworfen wurde, dunklere Farben wie Braun, Schwarz, Ocker und Grau dominierten, werden jetzt vorzugsweise helle Farben wie Weiß oder Zitronengelb gewählt. Nach diesem Muster verfuhr die BVG auch an diesem Bahnhof, wo bei laufendem Betrieb alle Stützen mit weißen Emailleplatten und der Fußboden mit Granittafeln versehen wurde. Dabei wurden auch Blindenleitstreifen eingebaut. Die Wände erhielten ein neu gestaltetes, besser zu assoziierendes ‚A‘ für Adenauerplatz. Der Umbau wurde im Oktober 2005 beendet.
Die Modernisierungsmaßnahmen wurden danach an den Stationen in Richtung Norden fortgesetzt. 2006 wurde der Bahnhof Wilmersdorfer Straße, der in Laufnähe zum S-Bahnhof Charlottenburg liegt, grundrenoviert. Die U-Bahn-Station erhielt ebenfalls Emailleplatten und bekam eine neue Beleuchtungsanlage, außerdem wurde ein Aufzug eingebaut.
Nach einem Brand im Bahnhof Deutsche Oper im Jahr 2000 beschloss die BVG, in allen Bahnhöfen, die nur einen Ausgang besitzen, einen zweiten zu bauen. Dieses Projekt wurde im Sommer 2008 mit der Eröffnung der zweiten Ausgänge in den Stationen Konstanzer Straße und Rudow abgeschlossen.
Im Rahmen dieser Bahnhofsmodernisierungen wird auch das Aufzugsprogramm der BVG mit dem Ziel der Barrierefreiheit umgesetzt. Durchschnittlich werden jährlich etwa fünf Aufzüge im ganzen U-Bahn-Netz neu in Betrieb genommen. 2022 waren 32 der 40 Stationen barrierefrei ausgebaut, 2023 folgte unter anderem der Umsteigepunkt Bayerischer Platz.

### Sonstiges
Im Dezember 2013 ging für den Streckenabschnitt Grenzallee – Rudow ein elektronisches Stellwerk in Betrieb.
Für den Abschnitt zwischen Mehringdamm und Möckernbrücke wurde im September 2017 ein elektronisches Stellwerk in Betrieb genommen. Es ist im Tunnel nördlich des U-Bahnhofs Hallesches Tor eingebaut und steuert auch einen Abschnitt der U-Bahn-Linie U6.

## Fahrplan
Seit 2003 gibt es in den Nächten Freitag/Samstag sowie Samstag/Sonntag zusätzlich zum Tagesverkehr der U7 noch einen Nachtverkehr. Zunächst wurde nachts lediglich der Streckenabschnitt Jakob-Kaiser-Platz – Rudow bedient; seit 2006 die komplette Strecke.
| Linie | Mo–Do (HVZ) (7–9:30 Uhr und 14:30–18:30 Uhr) | Mo–Do (NVZ) (6–7 Uhr; 9:30–14:30 Uhr und 18:30–20:30 Uhr) | Fr (HVZ) (7–9:30 Uhr und 14:30–18:00 Uhr) | Fr (NVZ) (6–7 Uhr; 9:30–14:30 Uhr und 18–20:30 Uhr) | Sa (10–20:30 Uhr) | Sonn- und Feiertag (12:30–19 Uhr) | Schwachverkehrszeit (Mo–Fr 4:30–6 Uhr; Mo–Sa ab 20:30 Uhr und So 19–1 Uhr/Sa 5:30-10 Uhr und So 6:30–12:30 Uhr) | Nacht Fr/Sa und Sa/So sowie in den Nächten vor gesetzlichen Feiertagen (Fr/Sa 1–5:30 Uhr und Sa/So 1–6:30 Uhr) |
| --- | -------------------------------------------- | --------------------------------------------------------- | ----------------------------------------- | --------------------------------------------------- | ----------------- | --------------------------------- | --- | --- |
| Rathaus Spandau – Rudow | 4 min (Schulferien 5 min)                    | 5 min                                                     | 4 min (Schulferien 5 min)                 | 5 min                                               | 5 min             | 5 min                             | 10 min | 15 min |
| In den Nächten Fr/Sa und Sa/So fahren die Züge der Linie U7 im 15-Minuten-Takt von 0:30 Uhr bis etwa 4:30 Uhr zwischen Rathaus Spandau und Rudow. In den anderen Nächten übernimmt die Nachtbuslinie N7 die Aufgaben der Linie U7. |                                              |                                                           |                                           |                                                     |                   |                                   | | |

## Streckenplanung
Wie für viele Berliner U-Bahn-Strecken sind auch für die Linie U7 Verlängerungen angedacht.

### Verlängerung im Westen
| \| \| \| Magistratsweg \| \| \| \| \| Sandstraße \| \| \| \| \| Gatower Straße \| \| \| \| \| Melanchthonplatz oder Földerichplatz oder Pichelsdorfer Straße \| \| \| \| \| Seeburger Straße \| \| \| \| \| Rathaus Spandau \| \| \| \| \| \| \| \| \| \| bestehende Strecke Richtung Jungfernheide, Rudow \| \| |  |                                                                |                                                                |
| U-Bahn-Bahnhof (Strecke außer Betrieb) (im Tunnel) |  | Magistratsweg                                                  | Magistratsweg                                                  |
| U-Bahn-Haltepunkt / Haltestelle (Strecke außer Betrieb) (im Tunnel) |  | Sandstraße                                                     | Sandstraße                                                     |
| U-Bahn-Haltepunkt / Haltestelle (Strecke außer Betrieb) (im Tunnel) |  | Gatower Straße                                                 | Gatower Straße                                                 |
| U-Bahn-Haltepunkt / Haltestelle (Strecke außer Betrieb) (im Tunnel) |  | Melanchthonplatz oder Földerichplatz oder Pichelsdorfer Straße | Melanchthonplatz oder Földerichplatz oder Pichelsdorfer Straße |
| U-Bahn-Haltepunkt / Haltestelle (Strecke außer Betrieb) (im Tunnel) |  | Seeburger Straße                                               | Seeburger Straße                                               |
| U-Bahn-Bahnhof (im Tunnel) |  | Rathaus Spandau                                                | Rathaus Spandau                                                |
| U-Bahn-Strecke (im Tunnel) |  | Fernverkehr · Regionallinie · S3 · S9                          | Fernverkehr · Regionallinie · S3 · S9                          |
| U-Bahn-Strecke (im Tunnel) |  | bestehende Strecke Richtung Jungfernheide, Rudow               | bestehende Strecke Richtung Jungfernheide, Rudow               |

Seit ungefähr den 1970er Jahren steht im 200-Kilometer-Plan der Stadt Berlin, die U7 vom derzeitigen Endbahnhof Rathaus Spandau in Richtung Heerstraße Nord über die Spandauer Wilhelmstadt zu verlängern. Zeitweise war geplant, die U7 zum Falkenhagener Feld zu führen, was dann jedoch der Strecke der heutigen U2 zugeteilt wurde. Im aktuellen Flächennutzungsplan der Berliner Senatsbauverwaltung ist die Verlängerung nach Staaken enthalten. Im Jahr 2020 gab die Berliner Verkehrssenatorin Regine Günther eine Machbarkeitsstudie für die Verlängerung der U7 in Richtung Heerstraße in Auftrag. Die Studie ergab, dass mit bis zu 40.000 Fahrgästen pro Tag auf dem neuen Streckenabschnitt zu rechnen sei. Aktuell wird für die Verlängerung um fünf Bahnhöfe bzw. Haltepunkte mit Kosten von etwa 580 Millionen Euro gerechnet. Eine Fertigstellung soll bis Mitte der 2030er Jahre erfolgen.

### Verlängerung im Süden zum Flughafen BER
| \| \| \| bestehende Strecke von Britz-Süd, Rathaus Spandau \| \| \| \| \| Rudow \| \| \| \| \| Rudow-Süd \| \| \| \| \| Schönefeld (bei Berlin) \| \| \| \| \| \| \| \| \| \| Flughafen BER (BER) \| \| \| \| \| \| \| |  |                                                   |                                                   |
| U-Bahn-Strecke (im Tunnel) |  | bestehende Strecke von Britz-Süd, Rathaus Spandau | bestehende Strecke von Britz-Süd, Rathaus Spandau |
| U-Bahn-Bahnhof (im Tunnel) |  | Rudow                                             | Rudow                                             |
| U-Bahn-Haltepunkt / Haltestelle (Strecke außer Betrieb) (im Tunnel) |  | Rudow-Süd                                         | Rudow-Süd                                         |
| U-Bahn-Bahnhof (Strecke außer Betrieb) (im Tunnel) |  | Schönefeld (bei Berlin)                           | Schönefeld (bei Berlin)                           |
| U-Bahn-Strecke (außer Betrieb) (im Tunnel) |  | S45 · S9                                          | S45 · S9                                          |
| U-Bahn-Kopfbahnhof Streckenende (Strecke außer Betrieb) (im Tunnel) |  | Flughafen BER (BER)                               | Flughafen BER (BER)                               |
| |  | Fernverkehr · Regionallinie · S45 · S9            |                                                   |

Ebenfalls langfristig vorgesehen ist eine Verlängerung der U7 in südlicher Richtung zum Flughafen Berlin Brandenburg (BER). Überlegungen hierzu wurden im Jahr 2003 bei der Erarbeitung des Stadtentwicklungsplans Verkehr angestellt. Nahm man aufgrund der Erschließung des Flughafens durch S-Bahn und Flughafen-Express zwischenzeitlich Abstand von einer Realisierung, hat sich nun die Meinung geändert. Eine Verlängerung nur auf Berliner Stadtgebiet ist laut Senat nun nicht mehr zielführend. Mit einer Verlängerung bis zum Flughafen werden insgesamt 35.000 Fahrgäste pro Tag erwartet. Dabei werden drei neue Bahnhöfe bzw. Haltepunkte geplant, die das Wohngebiet um den Lieselotte-Berger-Platz, die Gemeinde Schönefeld und den Flughafen BER besser an den Öffentlichen Personennahverkehr anschließen sollen. Für die rund 8,5 km lange Strecke wird mit Kosten von 811 bis 890 Millionen Euro gerechnet. Aktuell ist noch kein Zeitrahmen für die Umsetzung abzusehen. 
Am 10. November 2023 startete die Wirtschaftlichkeitsuntersuchung der Verlängerung zum Flughafen BER. Es könnte südlich von Rudow bis zu sieben weitere Stationen geben. Die Kosten-Nutzen-Analyse kommt zu einem positiven Ergebnis.

## Eröffnungsdaten
- 19. April 1924: Mehringdamm – Gneisenaustraße
- 14. Dezember 1924: Gneisenaustraße – Südstern
- 11. April 1926: Südstern – Karl-Marx-Straße
- 21. Dezember 1930: Karl-Marx-Straße – Grenzallee
- 28. September 1963: Grenzallee – Britz-Süd
- 28. Februar 1966: Mehringdamm – Möckernbrücke
- 02. Januar 1970: Britz-Süd – Zwickauer Damm
- 29. Januar 1971: Möckernbrücke – Fehrbelliner Platz
- 01. Juli 1972: Zwickauer Damm – Rudow
- 28. April 1978: Fehrbelliner Platz – Richard-Wagner-Platz
- 01. Oktober 1980: Richard-Wagner-Platz – Rohrdamm
- 01. Oktober 1984: Rohrdamm – Rathaus Spandau

## Die U7 als Simulator
- Seit Mai 2009 gibt es die U-Bahn-Simulation World of Subways 2, bei der man die U7 als virtueller U-Bahn-Fahrzeugfahrer befahren kann.
- Des Weiteren kann man sich die U7 als kostenlose Erweiterung für Trainz (TRS2004) herunterladen.[14] Seit Mai 2021 wird diese Erweiterung inoffiziell von der Gemeinschaft weiterentwickelt und umfasst nun die komplette Strecke der U7 sowie der U9.[15][16]